# Psydrax obovata
Psydrax obovata är en måreväxtart som först beskrevs av Johann Friedrich Klotzsch, Christian Friedrich Frederik Ecklon och Carl Ludwig Philipp Zeyher, och fick sitt nu gällande namn av Diane Mary Bridson. Psydrax obovata ingår i släktet Psydrax och familjen måreväxter.

## Underarter
Arten delas in i följande underarter:
- P. o. elliptica
- P. o. obovata